# Neoplan N409
Neoplan N409 – następny po krótszym N407, midibus produkcji Neoplan. Premiera autobusu miała miejsce w roku 1985 i już rok później seria tych pojazdów przeszła modernizację poprzez m.in. zmianę wzoru ściany czołowej. W tym samym czasie powstały też dwie wydłużone z 8,55 do 9,3 m odmiany N409, produkowane równolegle z wersją podstawową. Jedna z nich posiadała niską podłogę w drzwiach wejściowych (N409L).
Standardowo autobus posiadał dwoje drzwi w układzie 1-2-0, tylko wersje dla miast szwajcarskich posiadały trzecie, wąskie drzwi. Powstała także wersja dla miasta Karlsruhe obniżona o wysokość pasa nadokiennego.
Do Polski autobusy sprowadzane były w latach 1999-2005.